# 邢珣
邢珣（1462年—1532年），字子用，號三湖，直隸當塗縣（今安徽省當塗縣）人，明朝政治人物，弘治進士。正德末參與平定朱宸濠叛亂。

## 生平
弘治五年（1492年）壬子科應天府鄉試第六十五名舉人，弘治六年（1493年）聯捷癸丑科進士。授南京戶部主事。正德初年，改刑部，转员外郎、郎中，复改官至南京戶部郎中，因忤逆劉瑾被除名，劉瑾被誅后，起用為南京工部郎中，累升至贛州府知府，曾經招降劇盜滿總等。王守仁進攻橫水、桶岡時，邢珣經常擔任此前鋒。此後論功，增二秩，任江西右參政。朱宸濠謀反時，曾經以重金賞誘滿總，滿總逮捕使者給邢珣，并跟從邢珣一同平定宸濠之亂。屡疏乞休，乃诏升左布政使致仕。嘉靖十一年卒，享年七十一。

## 家族
曾祖邢震；祖父邢純；父邢愚，母夏氏。